# George Karl

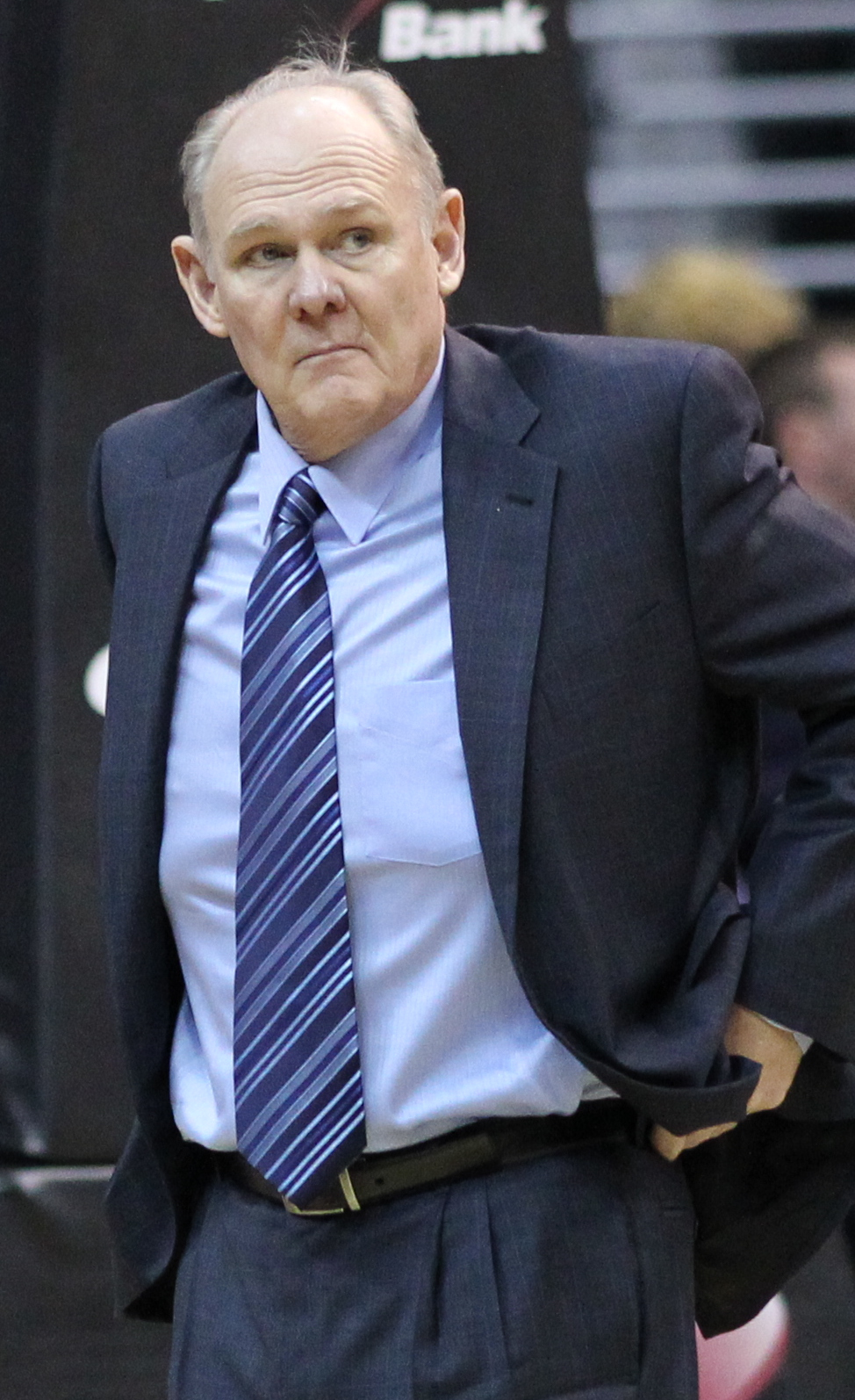
George Karl

George Matthew Karl (Pittsburgh, 12 de maio de 1951) é um ex-jogador de basquete estadunidense e ex-treinador. Seu último trabalho como treinador foi no  Sacramento Kings. Também treinou a Seleção Estadunidense de Basquetebol de 2002.

## Carreira

### Como jogador
- San Antonio Spurs (1973-78)[3]

### Como treinador
- Cleveland Cavaliers (1984–1986)
- Golden State Warriors (1986-1988)
- Real Madrid  (1989-1991)
- Seattle SuperSonics (1992–1998)
- Milwaukee Bucks (1998–2003)
- Denver Nuggets (2005–2013)
- Sacramento Kings (2015–2016)

## Marcas pessoais
- 3 vezes escolhido como Treinador do Ano da Continental Basketball Association;
- Vice-Campeão da Recopa da Europa de Basquetebol, com o Real Madrid;
- Vice-Campeão da National Basketball Association em 1996 com o Seattle SuperSonics;
- 6º treinador com mais vitórias na NBA.